# کافه بین‌راهی (فیلم ۲۰۲۴)
کافهٔ بین‌راهی (انگلیسی: Road House) یک فیلم اکشن آمریکایی محصول سال ۲۰۲۴ به کارگردانی داگ لیمان است. این فیلم یک بازنگری از فیلم ۱۹۸۹ به همین نام محسوب می‌شود. بازیگران آن جیک جیلنهال، دانیلا ملچیور، کانر مک‌گرگور، جی دی پاردو، آرتورو کاسترو و بیلی مگنوسن هستند. جوئل سیلور تهیه‌کنندهٔ فیلم است؛ او پیش از این تهیه‌کنندگی فیلم ۱۹۸۹ را عهده‌دار بود.
کافهٔ بین‌راهی نخستین نمایش جهانی خود را در ۸ مارس ۲۰۲۴ در مراسم جنوب از جنوب غربی به عنوان فیلم شب افتتاحیه داشت و به‌وسیلهٔ آمازون ام‌جی‌ام استودیوز از طریق پرایم ویدئو در ۲۱ مارس ۲۰۲۴ منتشر شد. منتقدان نقدهای متفاوتی به این فیلم دادند.

## داستان
یک مبارز سابق یواف‌سی در یک کافه کنار جاده‌ای در فلوریدا کیز کار می‌کند که همه چیز آنطور که به نظر می‌رسد نیست.

## طرح
الوود دالتون، مبارز سابقه قهرمانی نهایی فایتینگ و میان وزنه با کلاهبرداری از مبارزان در مدار زیرزمینی امرار معاش می کند.  فرانکی، صاحب یک جاده سرکش در جامعه فلوریدا کیز گلس کی به او نزدیک می شود، که به او شغلی به عنوان سردرگیر پیشنهاد می دهد.  دالتون که در ابتدا مردد بود، پس از جلوگیری از اقدام به خودکشی با قطار باری که ماشین او را نابود کرد، این پیشنهاد را قبول می کند.  او با اتوبوسی به محل اقامت فرانکی که به سادگی خانه جاده نامیده می شود، می رود و با چارلی، نوجوانی که با پدرش، استفان، کتابفروشی دارد، دوست می شود.
در خانه جاده، دالتون با یک باند موتورسیکلت که برای رئیس جنایتکار محلی، بن برانت کار می‌کنند، دفع می‌کند و شخصاً اراذل و اوباش مجروح را به بیمارستان می‌برد و در آنجا با الی، پزشکی که به جراحاتش رسیدگی می‌کند، ملاقات می‌کند.  دالتون با ماندن در قایق خانه‌ای که فرانکی از آن استفاده نمی‌کند، به مربی‌های دیگر جست‌وجوگران کمک می‌کند و در بین مردم محلی محبوب می‌شود.  دالتون پس از سوء قصد به جانش توسط رهبر باند، او را در قایق خانه اش در کمین می یابد.  او دل را به دریا می اندازد اما نمی تواند او را از کشته شدن و خوردن یک  تمساح نجات دهد.
ناکس، یک مجری روان پریش، توسط پدر زندانی برانت مأمور می شود تا دالتون را شکار کند.  پس از قرار غیرمنتظره ای با الی، دالتون با اسلحه با کلانتر مواجه می شود که به او می گوید شهر را ترک کند.  با این حال، الی، که معلوم شد دختر کلانتر است، مداخله می کند.  او توضیح می دهد که پدرش با برانت که امپراتوری مواد مخدر پدر ثروتمندش را به ارث برده است، همبازی است.  برانت در خانه جاده با دالتون ملاقات می‌کند و درباره گذشته‌اش به او طعنه می‌زند: در یک مبارزه قهرمانی UFC با یکی از دوستانش، دالتون با عصبانیت غلبه کرد و حریف خود را در رینگ کشت.ناکس با مردان برانت وارد می‌شود و یک دعوای تمام عیار در بار آغاز می‌شود که باعث می‌شود دالتون به شدت مورد ضرب و شتم قرار بگیرد.
فرانکی اعتراف می کند که برانت برای ساختن یک اقامتگاه گران قیمت ملک خریداری کرده است، اما او تنها پناهنده است.  دالتون تصمیم می‌گیرد شهر را ترک کند، اما متوجه می‌شود که چارلی و استفن پس از آتش زدن کتابفروشی توسط افراد برانت در بیمارستان هستند.  دالتون خشمگین یکی از اراذل و اوباش مسئول را می کشد و معاون کلانتری را دستگیر می کند که پول نقد غیرقانونی برانت را تحویل می دهد، معاون را برای قتل متهم می کند و پول را می گیرد.  کلانتر به زودی به دالتون اطلاع می دهد که برانت الی را ربوده است و او را با پول عوض می کند.
دالتون با دزدیدن یک قایق موتوری مملو از بمب برای رسیدن به کاتماران قایق بادبانی برانت، او را با کلانتر پیدا می‌کند، که به او می‌گوید ربودن دروغ بوده است تا دالتون را به داخل کشتی بکشاند.  با این حال، برانت فاش می‌کند که الی را گروگان گرفته است.  وقتی ناکس در قایقش نزدیک می‌شود، عصبانیت‌ها شعله‌ور می‌شوند، اما دالتون قایق موتوری را منفجر می‌کند و الی را زیر عرشه می‌بیند و سعی می‌کند پنجره‌ای را بشکند.  برانت در حال فرار از قایق در حال غرق شدن، الی را در حالی که دالتون فرماندهی قایق ناکس را بر عهده دارد، بازپس می گیرد.  با رسیدن برانت، دالتون و الی با پرتاب برانت بر فراز «خانه جاده» از آن جا پریدند.
ناکس در حال بالا رفتن از یک گذرگاه، یک خودروی پیکاپ را می‌برد و با جاده‌هاوس تصادف می‌کند که منجر به یک مشت وحشیانه با دالتون می‌شود.  وقتی برانت به او دستور می دهد دالتون را بکشد، ناکس به جای آن گردن برانت را می زند.  او آماده می شود تا دالتون را با یک تکه چوب تمام کند، اما دالتون دست بالا را به دست می آورد و مکرراً ناکس را با چاقو به تسلیم می اندازد و او را به مرگ رها می کند.  کلانتر از راه می رسد و موافقت می کند که دالتون را پنهان کند.
در حالی که فرانکی و استفن شروع به بازسازی می کنند، چارلی با دالتون خداحافظی می کند و او منتظر اتوبوس خود در خارج از شهر است.  استفن متوجه می‌شود که دالتون صندوق پول نقد را در حین دور شدن اتوبوس برایشان گذاشته است.  ناکس در صحنه‌ای که در اواسط فیلم پخش می‌شود، جان سالم به در می‌برد و به کارکنان بیمارستان حمله می‌کند و با لباسش ترک می‌کند.

## بازیگران
- جیک جیلنهال در نقش الوود دالتون
- دانیلا ملچیور در نقش الی
- کانر مک‌گرگور در نقش ناکس
- بیلی مگنوسندر نقش بن برانت
- جسیکا ویلیامز در نقش فرانکی
- بی.کی. کانن در نقش لورا
- ژواکیم دی آلمیدا در نقش بیگ دیک
- آستین پست در نقش کارتر
- لوکاس گیج در نقش بیلی
- دومینیک کلمب در نقش ریف
- آرتورو کاسترو در نقش موی
- جی دی پاردو در نقش دل
- بو نپ در نقش وینس
- هانا لانیر در نقش چارلی
- کوین کارول در نقش استفن
- رابرت منری در نقش جک
- دارن بارنت در نقش سم
- تراویس ون وینکل در نقش دکس
- جی هیرون در نقش جکس «جت‌وی» هریس

## تولید
فیلمبرداری در جمهوری دومینیکن در ۲۳ اوت ۲۰۲۲ آغاز شد.

## بازخورد
در وبگاه جمع‌آوری نقد راتن تومیتوز، ٪۶۰ از ۱۶۵ بررسی منتقدان مثبت است، و میانگینِ امتیاز آن ۵٫۶/۱۰ است. این فیلم در متاکریتیک که از میانگین وزنی استفاده می‌کند، بر اساس نظر ۴۶ منتقدین امتیاز ۵۷ از ۱۰۰ را کسب کرده که نشان‌گر «نقدهای مختلط یا متوسط» است.

## موسیقی
فولکر برتلمن قرار بود موسیقی فیلم را بسازد، اما در ژانویه  در سال ۲۰۲۴ اعلام شد که او پروژه را ترک کرده و کریستف بک جایگزین او شده است.

## دنباله
در مارس ۲۰۲۴، جیلنهال ابراز علاقه کرد که نقش اصلی خود را دوباره بازی کند و دنباله‌ای بسازد. در ماه مه همان سال، یک دنباله به طور رسمی اعلام شد که در حال ساخت است و جیلنهال نقش اصلی را بازی می‌کند. مدیر عامل آمازون ام‌جی‌ام استودیوز به نام جنیفر سالک اظهار داشت که کار روی این پروژه ادامه دارد.